# Amchit
Amchit est une ville du Liban, peuplée majoritairement par des maronites et minoritairement par une communauté chiite. Elle se situe à 40 km au nord de Beyrouth et à cinq minutes en voiture de la ville phénicienne de Jbeil (Byblos). Elle appartient au Département de Jbeil.

## Étymologie
Le nom d'Amchit dérive du syriaque et signifie « la tribu de Chit », le troisième fils d'Adam. Selon d'autres sources, il dérive de l'araméen et signifie « plonger » (Aamash) à cause de sa localisation géographique sur la mer.

## Histoire
On trouve encore à Amchit des restes indiquant une présence juive, les tombeaux des juifs (Kbour el Yahoud), et, dans la crypte de la maison du magistrat Mikhaël Lahoud, il y a des restes d'une synagogue. Parmi les premiers habitants chrétiens d'Amchit, ce sont des maronites qui sont venus du Nord, de la ville de Ehden, pour s'installer à Amchit. Selon certaines sources (patriarche Al-Doueihy), ils seraient une branche de la famille Al-Doueihy.
Vers la fin du XVIIIe siècle, les habitants d'Amchit développèrent le commerce dans la région avec succès. Ils construisirent ainsi de belles demeures, qui sont des maisons traditionnelles libanaises : un rez-de-chaussée au plafond voûté utilisé souvent comme réserve et lieu de stockage de nourriture, et un étage où le notable habitait, avec sa famille, mais aussi souvent, avec ses frères et leurs familles.
Pendant le règne des Ottomans, qui a duré quatre siècles, un certain nombre de familles libanaises a été anobli. Les commerçants d'Amchit ayant acquis de la notoriété, se sont vus aussi souvent anoblis. À côté de leur richesse, ils étaient connus pour leurs valeurs humaines, leur foi chrétienne et leur modestie. Ainsi, on retrouve dans la ville beaucoup de legs laïcs (Wakf), et beaucoup d'églises que les familles d'Amchit ont fait construire de leur propre argent. On y retrouve un cimetière gratuit pour les étrangers (Cimetière de la Toussaint, fondé par la famille Karam), une école privée gratuite (École de Notre-Dame du Rosaire, aussi construite par la famille Karam), un hôpital privé gratuit (fondé par la famille Zakhia : Hôpital Saint-Michel d'Amchit).
À Amchit existait aussi une vieille imprimerie fondée par Sélim beik Wehbé (beik étant un titre de noblesse décerné par le Sultan ottoman) qui possédait aussi un journal : Al-Salimiya, dont l'auteur Libanais Maroun Abboud était l'éditeur et une école estivale l'EEA École Estivale Amchit.

## Amchit aujourd’hui
Amchit est la ville natale de Michel Sleiman, président de la République libanaise de 2008 à 2014. Salwa Katrib Lahoud, Romeo Lahoud et Aline Lahoud sont les artistes les plus connus de ce village. C’est aussi la ville natale de l'auteure Afifa Karam, du patriarche maronite Jérémie d'Amchit (ermite dans une grotte à côté de l'église Saint Zakhia), du grand metteur en scène Romeo Lahoud, de Marwan Lahoud chef exécutif de l'EADS et du chanteur Marcel Khalifé.
Amchit est aussi le siège du vice-patriarcat maronite. Amchit est aussi connue pour ses vieilles maisons, dans le quartier des Trois Archanges, notamment les maisons de Raphael Lahoud (1838), avec ses oculi et ses caves, et surtout son haramlek..., de Gabriel Lahoud (1905), de Michel Lahoud (1924), d'Assaad Lahoud (1910).

## Ernest Renan à Amchit
De 1860 à 1861, Ernest Renan effectue à l’occasion de l’expédition française une mission archéologique au Liban et en Syrie. Recommandé par le patriarche maronite aux notables d’Amchit, il séjourna en premier lieu chez Boutros Francis el Kallab, ensuite dans la demeure de Zakhia Chalhoub El-Kallab. Sur une plaque accrochée au mur de la demeure, on lit que c’est également à Amchit que Renan trouva la sérénité et l’inspiration nécessaires pour écrire l’une de ses œuvres majeures : la Vie de Jésus. C’est ici aussi, que sa sœur Henriette, décédée en 1861, repose dans le caveau de la famille Zakhia, « tout près de l’église de ce village qu’elle a tant aimée ».

## Personnalités célèbres originaires d’Amchit
- Michel Sleiman, président de la République libanaise
- Charbel Rouhana, chanteur, compositeur
- Marcel Khalife, chanteur, compositeur
- Romeo Lahoud, metteur en scène
- Marwan Lahoud, chef exécutif de l'EADS
- Victor Khoury, commandant en chef de l'Armée libanaise (1977-1982), puis ministre de la Défense
- Aline Lahoud, chanteuse
- Walid Khoury, député au Parlement Libanais
- Nazem El Khoury, député au Parlement Libanais et Ministre de l'Environnement
- Salwa Al Katrib, actrice de théâtre et chanteuse
- Afifa Karam, autrice
- Pierre Karam, sculpteur

## Film tourné à Amchit
- 1999 : Autour de la maison rose de Joana Hadjithomas et Khalil Joreige